# 토리오니
토리오니(이탈리아어: Torrioni)는 이탈리아 캄파니아주 아벨리노도의 코무네다.